# Ляонин (Китайская Республика)

Провинция Ляонин (1947—1949)

Ляонин (кит. трад. 遼寧省) — провинция Северо-Восточной части Китайской Республики. Занимала площадь 68303,43 км², её население составляло около 10 миллионов человек. Административный центр — Шэньян.

## История
После образования Китайской Республики китайский Северо-Восток был разделён на три провинции: Фэнтянь, Гирин и Хэйлунцзян. После японской интервенции 1931 года в 1932 году на территории китайского Северо-Востока было образовано марионеточное государство Маньчжоу-го, которое произвело передел территории, создав 18 провинций. К моменту окончания Второй мировой войны от структур старого административного деления (на три провинции) уже практически ничего не осталось. По окончании Второй мировой войны правительство Китайской Республики разработало план, в соответствии с которым территория китайского Северо-Востока должна была быть разбита на 9 провинций. Новое административное деление вступило в силу с 5 июня 1947 года.
В том же 1947 году, когда был предложен план нового административного деления Северо-Востока, возобновилась гражданская война. К концу 1948 года после Ляошэньского сражения вся Маньчжурия оказалась под контролем войск компартии Китая. Новая власть поделила Северо-Восток по-новому. 21 апреля 1949 года на территориях бывших провинций Ляонин, Ляобэй и Аньдун были образованы провинции Ляоси и Ляодун.